# Liste der Ramsar-Gebiete in Laos
Ramsar-Gebiete in Laos sind nach der 1971 geschlossenen Ramsar-Konvention geschützte Feuchtgebiete in Laos. Diese sind von internationaler Bedeutung, nach der Absicht des internationalen völkerrechtlichen Vertrags insbesondere als Lebensraum für Wasser- und Watvögel. In Laos sind zwei Ramsar-Gebiete mit einer Gesamtfläche von 14.760 Hektar ausgewiesen (Stand Januar 2024).

## Liste der Ramsar-Gebiete
| Name des Gebiets          | Bild         | Region              | Lage                      | Ramsar-Gebietsnummer | Größe in Hektar | Ausweisungs- Datum | Anmerkungen                               |
| ------------------------- | ------------ | ------------------- | ------------------------- | -------------------- | --------------- | ------------------ | ----------------------------------------- |
| Beung Kiat Ngong Wetlands | Bild gesucht | Provinz Champasak   | 14,75° N, 106,05° O       | 1941                 | 2.360           | 16. Juni 2010      | Das Feuchtgebiet umfasst Sümpfe und Seen. |
| Xe Champhone Wetlands     | Bild gesucht | Provinz Savannakhet | 16,38306° N, 105,21667° O | 1942                 | 12.400          | 16. Juni 2010      | Eine große Sumpfebene                     |